# Eitel Frigyes porosz királyi herceg
Eitel Frigyes porosz királyi herceg (németül: Prinz Eitel Friedrich von Preußen, teljes nevén Wilhelm Eitel Friedrich Christian Karl; Potsdam, 1883. július 7. – Potsdam, 1942. december 8.) porosz királyi és német császári herceg, a Német Császári Hadsereg vezérőrnagya, a johannita lovagrend protestáns ágának 34. nagymestere.

## Élete

### Származása és ifjúkora
Eitel Frigyes porosz királyi herceg 1883. július 7-én látott napvilágot a potsdami Marmorpalaisban II. Vilmos német császár (1859–1941) és Auguszta Viktória schleswig–holsteini hercegnő (1858–1921) második gyermekeként. A családban a hét gyermekből mindössze egyetlen – az utolsónak született Viktória Lujza – volt leány. Eitel Frigyes első keresztneve szokatlannak számított a családban, míg második nevét őseihez hasonlóan Fritznek becézték. A másodszülött fiúgyermek köztudomásúan édesapja kedvencének számított.
A herceg hűvös, a porosz szellem szerinti katonás légkörben nevelkedett, amit nagyban fokozott a német uralkodó fiaival szemben tanúsított nagybani szigora. A királyi család hagyományainak megfelelően már a hercegek oktatása is a tőlük elvárt katonai pályát hivatott megalapozni és előrevetíteni. Maga Eitel Frigyes herceg örömmel fordult katonai hivatása felé, a hercegről már kiskorában kiderült, hogy „odaadóan teljesíti kötelességét és különleges rajongással viseltet a katonaság irányába.” Valamennyi herceg a plöni Pinzenhausban végezte el gimnáziumi tanulmányait. Tizenkilenc évesen bátyjával közel-keleti utazáson vett részt, melynek során a testvérek többek között Dél-Olaszországban, Korfun, Athénban és Egyiptomban is tettek látogatást; ez utóbbi helyen a herceg súlyosan megbetegedett kanyaróban. 1904-ben a porosz herceg sikeresen lediplomázott a bonni egyetemen; további pályafutását azonban – édesapja álmainak teljesítésével – a katonaságnál tervezte. Az 1. gyalogos testőrezredhez került tiszti rangban. Apja udvartartásának egyik tagja szerint „a katonaélet nem gyakorolt jó hatást rá”: a herceg neve több botrányos ügy vonatkozásában is felbukkant, igencsak megtépázva hírnevét.
1911-ben a herceget kinevezték pomerániai kormányzóvá, azonban a porosz herceg a pomerániai lakosság elvárásait figyelmen kívül hagyva nem költözött át a pomerániai kormányzók számára fenntartott Stettin-palotába.
1907-ben Albert porosz herceg halála után Eitel Frigyes lett a johanniták 34. nagymestere. A johannita lovagrend protestáns ágát 1852-ben állította fel IV. Frigyes Vilmos porosz király, és azóta a porosz uralkodócsalád férfi tagjai közül többen is a rend tagjai lettek. A lovagrend kötelékeibe lépett többek között Eitel Frigyes herceg egyik nagybátyja is. Eitel Frigyes herceg viselte a rend vezetőjének kijáró nagymesteri címet 1907–1926 között, míg le nem mondott tisztségéről. Utána öccse, Oszkár porosz herceg került a rend élére, aki sikeresen védte meg a rendet a nácik kulturális tisztogatása alatt.
1914-ben Eitel Frigyes herceg ezredesi posztra emelkedett a gyalogos testőrségnél; az első világháború első hónapjaiban ugyanitt teljesített szolgálatot. 1915 áprilisában az előző parancsnok halála után áthelyezték az 1. gyalogos hadosztály élére. Egy Bapaume mellett zajló csatában megsebesült, ezért rövid időre átadta a parancsnoki tisztet gróf Hans von Blumenthalnak, de felépülése után rögtön visszatért a harcmezőre. Később hadosztályát átvezényelték a keleti frontra; itt alkalma nyílt találkozni a később „Vörös báró” néven híressé vált Manfred von Richthofennel. Közeli munkatársai feljegyzései és visszaemlékezései alapján Eitel Frigyes herceg megfontolt, józan ember volt, akinek a német császár rendszeresen kikérte véleményét katonai kérdésekben. Úgy jellemezték őt mint „szerény, egyszerű és hűséges” embert. A világháború végére a királyi herceg a vezérezredesi rangig vitte, több kitüntetést – többek között a Pour le Mérite keresztjét – kapott.

### Házassága

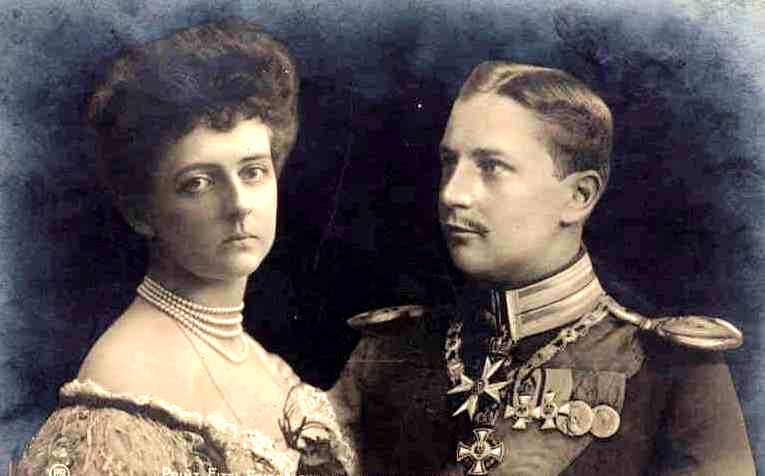
Eitel Frigyes porosz királyi herceg és felesége

1906. február 27-én – a német császári pár ezüstlakodalmának napján – a berlini császári palotában Eitel Frigyes porosz királyi herceg feleségül vette Zsófia Sarolta oldenburgi hercegnőt (1879–1964). A porosz hercegnél négy évvel idősebb hercegnő Frigyes Ágost oldenburgi nagyherceg leányaként jött világra, s porosz édesanyja révén szoros rokonságban állt a német császári családdal. A fiatal pár 1905 júniusában ismerkedett meg a német trónörökös esküvője alkalmából; az oldenburgi hercegnő gyorsan elnyerte a német császári pár tetszését.  Eitel Frigyes herceg és Zsófia Sarolta hercegnő között meghitt, bensőséges viszony alakult ki; a herceg végül 1905 októberében kérte meg az oldenburgi hercegnő kezét. Döntésében jelentős szerepet játszott a ránehezedő szülői nyomás. A pár néhány hónappal a menyegzőt követően a potsdami Villa Ingenheimbe költözött; ez lett állandó otthonuk. Kapcsolatukból nem született gyermek, ami végül a házasság megromlásához vezetett. A világháború alatt a felek teljesen elidegenedtek egymástól: Eitel Frigyes herceg katonaként a fronton teljesített szolgálatot, Zsófia Sarolta hercegné pedig egyre több időt töltött a fővárosban található Bellevue-palotába.
1922-ben Eitel Frigyes porosz herceg becsületsértési ügyben pert indított négy német hírlap ellen, mivel azok feleségét nyíltan házasságtöréssel vádolták meg. A lapok arra alapozva jelentették meg az oldenburgi hercegnő hűtlenségéről szóló cikkeiket, hogy korábban a hercegnőt tanúként hallgatták ki egy válóperes ügyben, ahol elismerte: viszonya volt a válási ügyben felperes báró von Plettenberggel, akit még esküvője előtti időkből ismert meg. A hercegnő a bíró kérdésére úgy vallott, „bizalmas kapcsolatunk folytatódott a császár fiával való házasságkötésem után is.” Azt is hozzátette, hogy férjének tudomása volt minderről; s viszonya a báróval csak annak megnősülésekor ért véget. Zsófia Sarolta hercegné végső vallomástétele mindezekkel ellentétben így hangzott: „Határozottan tagadom, hogy akár előtte, akár utána bármiféle meg nem engedett kapcsolatom lett volna, függetlenül a felperestől. Nemcsak hogy soha nem követtem el házasságtörést a felperessel, de még csak csókot sem váltottunk, és soha nem tartottam fenn a felperessel bármilyen viszonyt, ami túllépte volna az előkelő társadalom szabta határokat.” Később báró Plettenbergné és ügyvédje megerősítették, hogy az oldenburgi „hercegnő bizonyítékairól szóló jegyzőkönyv, abban a formájában, ahogy Angliában publikálták és itt most felelevenítették, hamis.”
A hűtlenség körüli viták, valamint Eitel Frigyes és felesége megromlott viszonya a válókereset beadását eredményezte. Válásukat 1926. október 20-án mondta ki a bíróság. Zsófia Sarolta oldenburgi hercegnő egy évvel később feleségül ment Harald von Hedemann rendőrkapitányhoz. Eitel Frigyes herceg háztartását az özvegy gróf Mellinné vezette, akit a porosz királyi herceg feleségül szeretett volna venni, de édesapja tiltakozására végül letett szándékáról.

### A világháború után
Az 1918-as novemberi német forradalom eredményeként kikiáltották a köztársaságot, a császár és felesége hollandiai száműzetésbe kényszerült. Eitel Frigyes királyi herceg leszerelt, többé nem teljesített szolgálatot. Számos rokonához hasonlóan német földön maradhatott, vagyonát nem államosították. Mint a császári család legidősebb, német földön tartózkodó tagját, őt tekintették az uralkodóház fejének és vezetőjének. E minőségében vette át 1920-ban unokaöccse, a négyéves Ferenc József porosz herceg gyámságát. Ferenc József herceg Joakim porosz királyi herceg és Mária Auguszta anhalti hercegnő egyetlen gyermekeként jött világra, édesapja öngyilkossága után Eitel Frigyes herceg az elhunyt bátyjaként magához vette fiát, elszakítva őt édesanyjától. Arra hivatkozva helyezte saját gyámkodása alá unokaöccsét, hogy a német uralkodócsalád németországi fejeként ehhez joga van. Eitel Frigyes herceg eljárást alig egy éven belül törvénytelennek minősítették, így Mária Auguszta hercegnő visszakaphatta gyermekét. A bíróság annak ellenére ítélte neki a gyermeket, hogy több egykori alkalmazottja is tanúsította: a hercegnő hagyta ott férjét. Eitel Frigyes porosz herceg azt hozta fel saját maga mellett, hogy ő a legmegfelelőbb személy a fiú nevelésére, minthogy erre az édesanyja alkalmatlan.
Az első világháború után Eitel Frigyes herceg a konzervatív nézeteket hirdető, félkatonai Stahlhelm nevű szervezet tagja lett. A Stahlhelm főleg monarchista veteránokat tömörített magába, és nemegyszer antidemokratikus jelszavakat hirdetett. A szervezet ugyanakkor elhatárolta magát a náci párttól, akárcsak Eitel Frigyes porosz herceg. A herceg hollandiai száműzetésben élő édesapjával és Oszkár öccsével az 1930-as évek kezdetétől azon munkálkodott, hogy meggátolja a nácik hatalomhoz jutását. Ennek érdekében a Bund der Aufrechten nevű monarchista szervezetbe is belépett, így válva Adolf Hitler egyik ellenségévé. A nácik hatalomra kerülése után a herceg visszavonult a politikai közszerepléstől, potsdami otthonában szerény körülmények között, magányosan élt.
Eitel Frigyes porosz királyi herceg 1942. december 8-án, ötvenkilenc évesen hunyt el potsdami otthonában. A náci vezetés a herceg monarchista nézeteire való tekintettel nem engedélyezte a katonáknak kijáró tiszteletadást a temetésen, így a herceg bajtársai is csak civil ruhában jelenhettek meg a szertartáson. A porosz herceg maradványait a Sanssouci-park egyik templomában helyezték örök nyugalomra. Még életében elneveztek róla két hajót: egy 1901-ben vízre bocsátott utasszállítót és egy 1904-es postahajót, mindkettő neve Prinz Eitel Friedrich volt.